# Насамхрали
Насамхрали (груз. ნასამხრალი) — село в Грузии, в муниципалитете Телави края Кахетия. 

## География
Село расположено в западной части края, в 1 километре по прямой к востоку от центра муниципалитета Телави. Высота центра — 600 метров над уровнем моря.

## Население
По данным переписи населения 2014 года, в селе проживало 576 человек.
| год  | население |
| ---- | --------- |
| 2002 | 543       |
| 2014 | 576       |

## Экономика
В окрестностях села культивируются виноградники: село входит в базу производства вина Цинандали.